# Éclagnens
Éclagnens est une localité de la commune de Goumoëns et une ancienne commune.

## Étymologie
L'étymologie d'Éclagnens n'est pas expliquée de manière certaine. Selon la plus récente interprétation, le nom pourrait être formé du gentilice latin Clanius et du suffixe toponymique -anum. Ce suffixe forme des noms de lieux dont le premier élément correspond au nom du premier propriétaire d'un domaine rural. Très fréquent dans les endroits où la présence romaine a été forte, comme en Italie, au Tessin et dans le sud de la France, il est plus rare au nord des Alpes. Les noms de lieux en -anum sont un important indice attestant l'implantation de fonctionnaires romains, de vétérans de l'armée romaine, ou de grands propriétaires latins à côté d'une population celtique en train de se romaniser.

## Héraldique
À la fin du XIIIe siècle, une bonne partie des terres d'Éclagnens formaient un fief tenu par la famille noble Grillart sous l'hommage à Barthélemy de Circon, dit de Goumoëns. En 1285, ce dernier céda ses droits à Gauthier de Montfaucon, seigneur d'Orbe, dont Jacques Grillart devint vassal pour ses terres d'Éclagnens. En souvenir de ce passé lointain, la commune a repris en 1923 les armes des sires de Montfaucon, en les brisant d'une bordure d'or.
| Armes d'Éclagnens | Les armes de la localité d'Éclagnens se blasonnent ainsi : De gueules à deux bars adossés d'or, à la bordure du même. |

| Armes de Goumoëns | Les armes de la nouvelle commune fusionnée de Goumoëns se blasonnent probablement ainsi : D'azur aux trois coquillages d'or, à la bordure du même. |

## Histoire
Le 1er juillet 2011, les communes d'Éclagnens, de Goumoens-le-Jux et de Goumoens-la-Ville ont fusionné pour former la nouvelle commune de Goumoëns (qui reprend le tréma d'une ancienne orthographe).